# 宮原晴輝
宮原 晴輝（みやはら はるき、2015年10月15日 - ）は、ジャパンラグビーリーグワンに参戦する浦安D-Rocksで、2023-24シーズンに所属していた特別選手。背番号は1。

## 概要
出典：
浦安D-Rocksが参画する長期療養児の自立支援事業「TEAMMATES」にもとづく、特別選手。2023年10月に入団発表した（当時7歳、小学校2年生）。浦安D-Rocksの練習や、試合会場での活動を行う。浦安D-Rocksでの特別選手枠として初めてとなる。背番号「1」で活動。
入団発表会見で浦安D-Rocksの下沖正博社長は、「晴輝くんの自分自身の取り組み・決断を尊重し、また、晴輝くんの周りに勇気や感動を与えられることを楽しみにしている」と述べた。
2024年5月に、8か月の活動を終えて退団。浦安D-Rocksファン感謝祭で修了式を迎え、「楽しかった。キックがんばる」と今後の意欲を語った。

## TEAMMATES
出典：
「TEAMMATES」は、認定NPO法人Being ALIVE Japan（2015年4月創立）が 2017年から企画・運営する、長期療養児のスポーツチーム入団事業事業。
チームとの繋がりと経験を通して、以下の支援が行われる。
- 長期入院を経たこどもが退院・復学する過程の支援
- 長期的に治療・療養を必要とするこどもの身体面・心理面・社会面の自立支援
- 地域社会の中に長期療養中の子供と家族を支えるコミュニティ創出への支援